# Immeuble, 36 rue Salignat
L'immeuble du 36 rue Salignat est situé à Vichy (France).

## Localisation
L'immeuble est situé sur la commune de Vichy, au 36 rue Salignat, dans le département de l'Allier, en région Auvergne-Rhône-Alpes.

## Description
Immeuble construit par les architectes Chanet et Liogier, sur cinq étages, de style Art déco (surfaces lisses, angles cassés, réminiscences antiques simplifiées). Avant-corps en surplomb au-dessus de l'entrée, avec balcon régnant le long du deuxième étage et portant un oriel montant sur trois niveaux supérieurs. Balconnets à base polygonale au troisième étage. Balcons accostant l'oriel au quatrième étage et formant loggias délimités par des colonnes. Terrasses en retrait au dernier niveau. Ferronneries de la porte et du garde-corps du deuxième étage. Mosaïque en écusson au-dessus de la porte d'entrée. Faïences polychromes sur les allèges des fenêtres du premier étage et des claires-voies de l'oriel. Menuiseries du portail du garage. L'intérieur a conservé son décor avec boîtes aux lettres, revêtements muraux, plafonds et ascenseurs assortis.  

## Histoire
L'édifice est inscrit partiellement au titre des monuments historiques par arrêté du 4 mars 1991.

## Protection
Éléments protégés : la façade sur rue ; vestibule d'entrée avec ses boîtes aux lettres et ses luminaires ; cage d'ascenseur.